# Wiesław Adamski
Wiesław Adamski (ur. 26 lipca 1947 w Wierzchowie, zm. 10 lutego 2017 w Wałczu) – polski artysta rzeźbiarz. Mieszkał w Szczecinku.

## Życiorys
Ukończył Państwowe Liceum Plastyczne w Szczecinie, a następnie studia na Wydziale Rzeźby Państwowej Wyższej Szkoły Sztuk Plastycznych w Poznaniu. Uprawiał małe formy rzeźbiarskie, medalierstwo, rzeźbę portretową, monumentalną i architektoniczną, kowalstwo artystyczne. Nauczyciel malarstwa, karykaturzysta, ilustrator książek i czasopism. Wykonał m.in. monumentalny pomnik ziemniaka (o wysokości 3,95 m a ze stelażem – 9 m) w Biesiekierzu koło Koszalina, serię medali z okazji 700-lecia miasta Szczecinka, Godło państwa – orzeł na pomniku upamiętniającym Zdobywców Wału Pomorskiego, płaskorzeźbę orła na gmachu szczecineckiego sądu oraz nieistniejący już pomnik „Poległym w obronie władzy ludowej na Pomorzu Środkowym latach 1945–1952”. Prace Wiesława Adamskiego były wystawiane m.in. w Helsinkach, Połtawie, Berlinie, Madrycie, Waszyngtonie, Filadelfii i Paryżu. Dzieła sztuki artysty znajdują się w galerii Erazma w Rotterdamie, Galerii Sztuki w Rawennie, w Muzeum Regionalnym w Szczecinku, w Heimatmuseum des Kreises Neustettin in Pommern, w Eutin, a także w Muzeum Narodowym w Warszawie.
W 1969 był członkiem Komisji Nagród Ministerstwa Kultury i Sztuki.
Jego prace były wystawione w Muzeum Umiejętności w Rotterdamie, gdzie jego tryptyk w marmurze i brązie „Życie Leona w trzech aktach: 1. Kloaka, 2. Biuro (Urząd), 3. Azyl” wyeksponowany był obok dzieł Rembrandta, Rubensa, Hasiora i Abakanowicz. Dwukrotnie wygrywał, w 1981 i 1985 roku, Ogólnopolskie Biennale Małych Form Rzeźbiarskich, dwukrotnie był stypendystą Ministra Kultury i Sztuki. W 1979 roku otrzymał nagrodę Konika Morskiego za rzeźbę „Stocznia”, w 2000 roku nagrodę główną w Ogólnopolskim Konkursie na rzecz Ochrony Środowiska Naturalnego, a dwa lata później – ponownie pierwszą nagrodę w tym konkursie. Był wielokrotnie zapraszany do udziału w wystawach w muzeum Centro Dantesco dei Frati Minori Conventuali w Ravennie, we Włoszech, gdzie zdobywał wielokrotnie nagrody. Wiele z jego dzieł sztuki zostało kupione przez muzea polskie i międzynarodowe, m.in. rzeźba Zbiór- kupiona podczas wystawy Inter Art w Poznaniu, "Pegaz na sprzedaż” – zakupione przez Muzeum Narodowe w Bratysławie. Rzeźba Stopnie Białego Domu zdobi siedzibę Prezydenta Stanów Zjednoczonych, a w madryckim Muzeum Sportu (Museo del Deporte) znajduje się jego "Kibic”. 
Pomnik Ziemniaka w Biesiekierzu  widnieje w herbie gminy. Trzykrotnie uzyskał odznakę „Zasłużony dla Kultury”. W 1975 roku został członkiem koszalińskiego Oddziału ZPAP. Należał też do Związku Polskich Artystów Plastyków Okręgu Szczecińskiego. W 2016 roku otrzymał Krzyż Zasług Królewskiego Orderu Świętego Stanisława Biskupa i Męczennika w Szczecinie. Jego osiągnięcia zostały docenione podczas wystawy In Memoriam w pierwszą rocznicę śmierci artysty w Muzeum Regionalnym w Szczecinku w 2018 roku.

## Dzieciństwo i młodość
Rodzice artysty, Janina i Tadeusz Adamscy, pochodzili z regionu warszawskiego. W okresie okupacji rodzice Adamskiego udzielili schronienia starej Żydówce, za co matka Adamskiego została postawiona pod drzewem, przed plutonem egzekucyjnym. Przypadek sprawił, że udało się jej uciec z rąk niemieckich żołnierzy. Rodzice artysty przybyli ze zrujnowanej stolicy, na Ziemie Odzyskane na północ Polski, gdzie prowadzili prywatny zakład i sklep masarski.
Wiesław Adamski urodził się już w Wierzchowie. Artysta często powracał w strony rodzinne do dziadka-artysty do Magdalenki pod Warszawą oraz do babci i dziadka ze strony matki do Pieczysk koło Grójca, tam też spędził swoje wczesne dzieciństwo. Do Szczecinka przyjechał w 1951 roku. Uczęszczał do szkoły podstawowej nr 1 przy placu Wazów. Już w bardzo młodym wieku interesował się literaturą, filozofią i mitologią. W wieku 7 lat przeczytał Krzyżaków oraz Trylogię Henryka Sienkiewicza.  Zdaniem jego przyjaciela, Henryka Graszewskiego był człowiekiem uczonym o rozległej wiedzy we wszystkich dziedzinach życia. Do szkoły podstawowej został przyjęty o rok wcześniej. Po podstawówce dostał się do Liceum Plastycznego w Lublinie, które mieściło się na Starym Mieście, niedaleko zamku, w Bramie Grodzkiej. W 1966 roku ukończył Państwowe Liceum Plastyczne w Szczecinie.
W 1968 roku Wiesław Adamski rozpoczął studia na Wydziale Rzeźby w Państwowej Wyższej Szkole Sztuk Plastycznych w Poznaniu u profesora Olgierda Truszczyńskiego oraz Magdaleny Więcek-Wnuk. Dyplom uzyskał z wyróżnieniem w 1973 roku. Był dwukrotnym stypendystą, Ministra Kultury i Sztuki (1982 i 1990 rok). Zaproponowano mu pozostanie na uczelni oraz wykonanie pracy naukowej. W 1977 roku otrzymał zgodę na użytkowanie dotychczasowej pracowni artysty plastyka Piotra Gendzela, który wyjechał do Manchesteru, w domu przy ulicy Wyszyńskiego 59 (wówczas marszałka Żukowa).

## Styl pracy
Lubił pracować korzystając z materiałów naturalnych takich jak: metal, granit, brąz, drewno, marmur. Rozpoczął swoją działalność od malarstwa. Jego pierwszym obrazem był namalowany na początku lat 70. (na początku studiów) krajobraz ogródkowy rodziców na dawnej ul. Szkolnej. Choć jak wszyscy rzeźbiarze uznawał geniusz i doskonałość Michała Anioła, ogromne wrażenie wywarła na nim twórczość angielskiego rzeźbiarza i rysownika Henry’ego Spencera Moore’a. W latach 60. Adamski miał nawet okazję przenosić i ustawiać jego rzeźby na wystawie, która w tamtych latach była artystycznym wydarzeniem w stolicy Pomorza Zachodniego. Figuralne i abstrakcyjne kompozycje Moore’a wywarły wielki wpływ na jego twórczość już podczas nauki w Liceum Plastycznym w Szczecinie. Zafascynowanie Moore’em nadały kierunek jego pracy. Największy wpływ Moore’a widać w rzeźbie artysty Antygona. W rzeźbach interesowała go forma, wprowadzenie metafory w rzeźbę figuralną. Jego rzeźby stanowiły symbol prawdy o człowieku i otoczeniu, które człowiek tworzy.  Największą inspiracją artysty był Bóg, który stworzył naturę. Jak sam twierdził podczas wystawy w Galerii "Foyer" Bałtyckiego Teatru Dramatycznego w Koszalinie, w 1999 roku:

"Pierwszym rzeźbiarzem na świecie był Bóg (...) Artysta tworząc zbliża się do ideału Twórcy”.

 Przyroda jako idealne dzieło artysty - Boga jest widoczne w wielu pracach Adamskiego, co widać m.in. w rzeźbach ukazujących mrówkę: Agonia, Koncert, Pragnienie, Poszukiwanie życia, Die Ameisen (Mrówki).

## Twórczość (wybór)
- Pomnik Józefa Piłsudskiego w Szczecinku[16][17]
- Schody do Białego Domu (znane też jako: "Schody Kremlowskie")
- Sprawiedliwość
- Narodziny życia
- Obraz Don Kichot
- Obraz hrabiny von Moltke (Pałac Glasenappów, Białowąs)
- Miłość w obliczu Boga: Dante i Beatrycze
- Życie codzienne w Dachau
- Agonia (znana też jako: Mrówka)
- Mówca (znana też jako: "Leonid Breżniew")
- Barany (Zajazd Kasztelański w Budzistowie koło Kołobrzegu)
- Pomnik Ziemniaka w Biesiekierzu
- Koncert
- Tryptyk: Życie Leona w trzech aktach: 1. Kloaka, 2. Biuro (Urząd) 3. Azyl
- Antygona
- Idol Enface
- Gołąbek pokoju
- Idea. Wehikuł Dantego
- Pomnik Głowa Króla (znany też jako: "Król, który zakopał się po szyję”)
- Zdroje uliczne: "Jesiotr” i "Dwa leszcze”[18]
- Gryf szczecinecki[19]
- Obywatel Włapko –[20][21][22]

## Wystawy w Polsce, wystawy prywatne
- 1979 – Szczecin-Młodzi Plastycy Wybrzeża.
- 1979 – Szczecin- "Konik Morski”
- 1981 – Koszalin-Słupsk „Dzieło Roku” (nagroda).
- 1983 – Biennale Małych Form Rzeźbiarskich-Poznań
- 1983 – Tbilisi, Połtawa, Baku-Wystawa Małej Formy
- 1983 – Salon Wiosenny Koszalin
- 1985 – Biennale Małych Form Rzeźbiarskich-Poznań
- 1985 – Nagroda Wojewody Koszalińskiego
- 1986 – Triennale Rzeźby Portretowej-Sopot
- 1986 – Salon Wiosenny-Koszalin
- 1987 – Konfrontacje Plastyczne Polski Północnej-Elbląg
- 1987 – Salon Zimowy-Warszawa
- 1987 – Plener-Międzynarodowy Osieki.
- 1987 – Interart – Poznań (zakup do Muzeum Narodowego w Bratysławie).
- 1988 – „Dzieło Roku” Koszalin-Słupsk
- 1989 – Zachęta-Warszawa Ogólnopolska Wystawa Rzeźby Współczesnej.
- 1989 – Triennale Rzeźby Portretowej-Sopot.
- 1989 – Koszalin – Teatr Bałtycki-wystawa indywidualna..
- 1996 – Tuchomie-Europejskie Laboratorium Sztuki.
- 1997 – Rysunek Rzeźbiarzy-Orońsko.
- 1998 – Bliscy i oddaleni – Szczecinek.
- 1999 – Podsumowanie Rzeźby XX-wieku-Orońsko.
- 1999 – Wystawa indywidualna jednej rzeźby PKO-Szczecin
- 2000 – Salon 2000-Szczecin i Zamek Książąt Pomorskich.
- 2000 – Ogólnopolska Wystawa Rzeźby (Ochrona Środowiska Naturalnego)
- 2000 – Szczecin, pierwsza nagroda Marszałka województwa Zachodniopomorskiego za rzeźbę Agonia
- 2002 – BWA-Szczecin 30-lecie twórczości autora (wystawa indywidualna).
- 2002 – Gdańsk-Towarzystwo Przyjaciół Sztuki, wystawa indywidualna rzeźby i rysunki.
- 2002 – Galeria Szczecineckiego Ośrodka Kultury ART „Wystawa po latach”[1]
- 2003 – Podstawy Roku Koszalin-Słupsk (nagroda).
- 2004 – Plener na terenie Szpitala Onkologicznego na Golęcinie Szczecin-2004.
- 2008 – Wystawa Rzeźby Środowiska Szczecińskiego-Włocławek.
- 2002 – Plener Międzynarodowy w Buku.
- 2018 – In Memoriam, wystawa w Muzeum Regionalnym w Szczecinku w pierwszą rocznicę śmierci artysty[23][24],

## Niektóre wystawy zagraniczne
- 1974 – Neubrandenburg, rzeźba plenerowa Jaskółka
- 1978 – Waszyngton, Stopnie Białego Domu
- 1980 – Centro Dantesco, Rawenna Powóz Dantego
- 1982 – Centro Dantesco, Ravenna[25] Św. Franciszek i Dante
- 1983 – Tbilisi, Baku, Połtawa, udział w wystawach małych form.
- 1987 – Uniwersytet Erazma z Rotterdamu, Rotterdam – Polska Sztuka Most łączący Wschód-Zachód.
- 1988 – Stadsmuseum Woerden[26], Tentoonstelling Poolse Kunst – 1988.
- 1988 – “Brug tussen Oost en West”, Hedendaagse Poolse Kunst 1988 r.
- 1988 – Budapest-Galeria Vigado Lengyel Kispla Sztika.
- 1990 – Museum oud – Rijnsburg[27]
- 1997 – Węgry (Balaton) Akrobaci rzeźba plenerowa.
- 1997 – Udział w Biennale w Ravennie w latach 1973–1996.
- 1997 – Dante w Polsce.
- 1998 – "Bliscy i oddaleni”, Bergen op Zoom, Holandia.
- 2007 – Wystawy Środowiska Szczecińskiego w Swerin, Neubrandenburg, Unde Miinde.

## Niektóre nagrody i wyróżnienia
- 1979 – I Nagroda Konika Morskiego za rzeźbę „Stocznia”, Szczecin
- 1981 – III Biennale Małych Form Rzeźbiarskich-Poznań, „Apoteoza władzy” (nagroda).
- 1981 – Dzieło Roku za rzeźbę „Ptak”, Wydział Kultury i Sztuki w Koszalinie (nagroda publiczności)
- 1985 – V Biennale Małych Form Rzeźbiarskich, „Stopnie Białego Domu”, Poznań
- 1985 – „Dzieło Roku” Narodziny Życia, Koszalin-Słupsk, w tym nagroda – wyróżnienie za rysunek.
- 2000 – I nagroda za rzeźbę "Agonia” Marszałka Województwa Zachodniopomorskiego (Szczecin)
- 2012 – Srebrna Odznaka Honorowa Gryfa Zachodniopomorskiego (Szczecinek)[28][29][30]

## Wszechstronność pracy twórczej:metaloplastyka,szkice, projekty,ilustracje
Praca twórcza Adamskiego wykraczała poza malarstwo i rzeźbę. W zakres jego pracy twórczej wchodziła: rzeźba monumentalna i drobna forma, w tym statuetki i plakiety (na 44. Ogólnopolski konkurs poetycki: „O laur Czerwonej róży”, statuetka-nagroda na turniej muzyczny w Bornem Sulinowie z okazji przeglądu zespołów rockowych, statuetka na IV Ogólnopolskie Zawody Strzeleckie Straży Pocztowej), medale ("Rzut Kulą” poświęcony Władysławowi Komarowi), portrety ("Harcerka, Irmina Bartoszewska, czarna trzynastka").
W sztuce użytkowej i metaloplastyce artysta wykonywał: lampy i żyrandole (Urząd Poczty Głównej w Koszalinie i w Szczecinku), gabloty i szyldy (Szczecinecki Ośrodek Kultury), imaki kute na flagi (Zamek Książąt Pomorskich w Szczecinie), płaskorzeźby (orły dla Sądu Okręgowego w Koszalinie i w Szczecinku, płaskorzeźba twarzy na nagrobku malarza Ryszarda Siennickiego), tablice (tablice informacyjne w parku miejskim w Szczecinku, tablica na pomniku „W Hołdzie Bohaterom Wojska Polskiego – Zdobywcom Wału Pomorskiego w Szczecinku”, „Martyrologium Katyńskie” w Kościele Św. Ducha w Koszalinie), balustrady, drzwi, bramy kute oraz okucia do bram (Przemysłowy Spichlerz Zabytkowy w Szczecinku, okucia do drzwi w Kościele Pańskim w Drawsku Pomorskim, portal dla biurowca w Nadleśnictwie w Czarnem). Tematyka religijna: kapliczki przydrożne, ołtarze, znicze, tabernakulum i krzyże dla kościołów (Krzyż, Parafia rzymskokatolicka, p.w. Matki Bożej Królowej Polski w Grzmiącej). 
Adamski zajmował się też projektowaniem: wnętrz (klub Petite Palais w miejscowości Breuil-Cervinia), małej formy architektonicznej, tworzył projekty krajobrazu i zagospodarowania terenu (projekt Ogródka Jordanowskiego w Szczecinku na ul. Sadowej), projektowaniem mebli, sztukaterii, kamieniarki, sterczyn dachowych, kiosków i altan, a także kolorystyką elewacji, projektowaniem fontann (poidełka: „Karpie” i „Jesiotry” w Szczecinku), artystycznych nagrobków (dla mamy projektantki mody Evy Minge), oraz kapliczek i ołtarzy (N.M.P. Jazłowieckiej). Z jego rąk wyszły też szkice (Der krötersitz – Ropucha 1995, „"Faun i Eurydyka" oraz "Prélude à l'après-midi d'un faune" ("Popołudnie Fauna”), wg Debussy’ego”, "Das Nest" – gniazdo”), ilustracje do książek i gazet („Srebrnieją myśli i słowa”, Bogdan Urbanek 2015 rok, Szczecinecki Tygodnik Powiatowy „Temat”). 

## Ostatnie lata życia

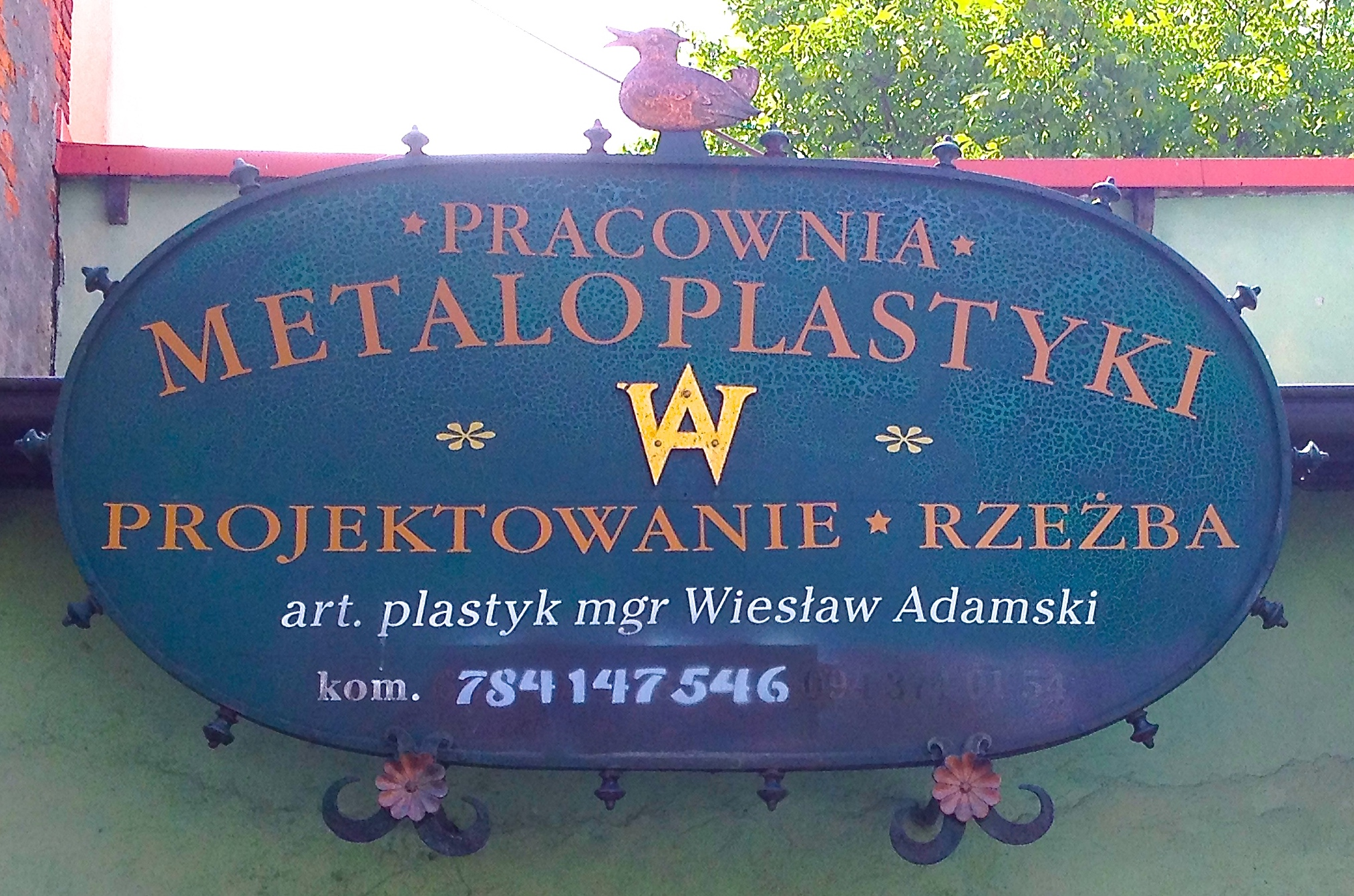
Szyld do Pracowni Metaloplastyki i Rzeźby

Adamski tworzył ponad 40 lat. W swojej pracowni wykonał wiele dzieł, także tych, które zdobiły i zdobią jego rodzinne miasto: pomnik Józefa Piłsudskiego, tablicę upamiętniającą zbrodnię katyńską, tablicę z okazji 700-lecia miasta z Warcisławem IV na ścianie ratusza w Szczecinku, poidełka na deptaku miejskim
, Gryfa na budynku przy ul. Koszalińskiej, Halabardy do Urzędu Miasta, Drogowskazy do państw zaprzyjaźnionych, szyld Muzeum Regionalnego, ale też nieistniejący już szyld apteki w centrum miasta z symbolem Eskulapa oraz drzwi do Szczecineckiego Ośrodka Kultury, które Günter Grass nazwał: „Wrotami do Świątyni Sztuki”.
Po ponad 40 latach działalności, Wiesław Adamski zamknął swoją pracownię rzeźby i metaloplastyki w 2016 roku. Po tym poświęcił się swojej twórczości jako rysownik-karykaturzysta. Zaangażował się też w nauczanie rysunku i malarstwa, a spod jego skrzydeł wyszli m.in. Marta Dudź, Dorota Dziekiewicz-Pilich i wielu innych. W tym czasie Wiesław Adamski oddał się również działalności społecznej wspólnie ze swoim przyjacielem Henrykiem Gaszkowskim w celu przeciwdziałania biurokracji, uproszczeniu działalności urzędników, i polepszeniu jakość życia mieszkańców. Jego rzeźba: Obywatel Włapko stanowi do dzisiaj symbol korupcji, którą uznawał za nieunikniony rezultat biurokracji. Marzeniem artysty było dokończenie figurek przedstawiających prawdę na temat człowieka w formie groteski (dobry/zły, piękny/brzydki, zabawny/poważny itp.) Serię rozpoczął od figurki Fraszka z gruszką, którą zaprezentował w latach 80. na wystawie w Tbilisi. Artysta zmarł w szpitalu w Wałczu na udar mózgu. Został pochowany, na swoje życzenie, pomiędzy rodzicami na cmentarzu w Szczecinku. Jego ostatnią, niedokończoną pracą jest prototyp „Bitwy o Kępę Oksywską – Orli Szaniec”.

## Opinie o artyście
Malarka Wiesława Markiewicz, podczas audycji w Polskim Radio Koszalin, przyznała, że artysta był znany w środowisku artystycznym jako „znający się na technologii, (...) był podziwiany i traktowany po mistrzowsku”.
Stanisław Biżek określił Adamskiego jako: "talent niepowtarzalny, wielki. Piękna postać.”
Ryszard Kul powiedział, że: „artysta Adamski mając zadanie, ideę, myśl posiada wielką łatwość twórczego widzenia formy, masy materiału”. Wiesław Adamski tworzy swoje rzeźby nie na zasadzie „co mi z tego wyjdzie”, lecz wychodzi to, co twórca założył, co chciał osiągnąć. W płaskorzeźbie, w której jest mistrzem, oddając wielkie podobieństwo, chwyta charakter osoby. Nie są to prace martwe”.

## Publikacje o artyście (wybór)
- Ryszard Kul, Andrzej A. Waśkiewicz Gdańskie Towarzystwo Przyjaciół Sztuki, Galeria Punkt, 2002, s. 27
- Związek Polskich Artystów Plastyków, Wiesław Adamski Rzeźba
- Związek Polskich Plastyków, sekcja rzeźby okręgu Szczecińskiego, Rzeźba plenerowa, 2004
- Związek Polskich Plastyków, Ekologium, Ogólnopolska wystawa rzeźby Ochrona Środowiska Naturalnego, 2000